# Óptica adaptativa

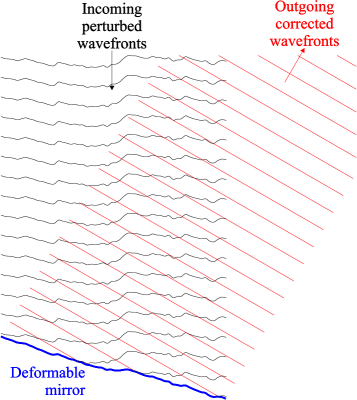
Um espelho deformável pode ser usado para corrigir erros de frentes de onda em um telescópio astronômico.

Óptica adaptativa é uma tecnologia usada para melhorar a performance de sistemas ópticos reduzindo o efeito de distorção de frentes de onda. Ela é usada em telescópios astronômicos e sistemas de comunicação a laser para remover os efeitos de distorção atmosférica, e em sistemas de imagens retinais para reduzir o impacto de aberrações ópticas.
Não são só os grandes telescópios a usá-las. Há à venda no mercado (a rondar o milhar de euros), para os aficionados da astronomia amadora com telescópios de distância focal longa (2000 mm já é longo, no mundo amador), coisas que eles também chamam óptica adaptativa.[carece de fontes?]
Bom, mas antes de continuar por aqui, convém perceber como é que a superfície da água numa piscina durante o dia distorce o percurso da luz do sol, e espalha essa luz pelo fundo de forma pouco uniforme, em "cobrinhas brancas".. Essencialmente, o que a atmosfera está sempre a fazer é um pouco isso de forma menos notória. A luz (ou outra radiação electromagnética, quando atravessa zonas de diferentes densidades, sofre refração. No caso da atmosfera, são ainda várias dezenas a centenas de quilómetros de percurso por entre zonas em que o ar tem ligeiras diferenças de densidade (devido a temperatura, humidades, etc) e ainda por cima se move e mistura a seu belo prazer! Isto causa o conhecido efeito que vemos das estrelas cintilarem.[carece de fontes?]
Numa primeira aproximação, isto corresponde a fazer desviar o "percurso" da luz de um lado para o outro com "periodicidades" de dezenas ou centenas de vezes por segundo. Um telescópio, ao amplificar/ampliar o que se projeta está a tornar mais notório esses desvios, e se quisermos ir integrando a informação ao longo do tempo numa exposição maior, esses desvios acabam por "ofuscar" a imagem.[carece de fontes?]
Assim, numa primeira abordagem, podemos considerar um sistema que só tem um elemento óptico (que origine refração ou reflexão) para, em fracções, de segundo, ir "corrigir" a posição da estrela, na esperança que isso seja o antídoto (fazer o inverso) para o que a atmosfera está a fazer. Para telescópios com uma abertura pequena (instrumentos típicos dos amadores), isto chega perfeitamente para reduzir este efeito do "seeing". Uma forma simples de implementar isto, é com uma câmara de alta velocidade que está observando uma estrela pelo sistema de óptica adaptativa e utilizar o mesmo sistema tentando que a estrela não saia de sua área.[carece de fontes?]
Quando aumentamos o diâmetro da entrada de luz no telescópio, estamos também a considerar luz que passou por zonas mais variadas de densidade, e isto aumenta a contribuição de outros problemas no percurso da luz. Por um lado deixa de ser só um percurso a considerar (o/um elemento óptico tem que ser deformável). Por outro, luz que no total tenha percorrido uma distância mais longa ou mais curta, ao ser "combinada" no plano focal, vai diminuir de intensidade, isto porque a frente de onda chega desfasada, de forma não uniforme no espaço, e variando no tempo. Constatamos aqui que a própria atmosfera pode introduzir "ruído" em medições de fotometria de alta precisão, não só nas de astrometria Para contrariar este efeito, tipicamente já são usados mais do que um elemento óptico, e estamos a falar, aqui sim, de telescópios bem grandes.[carece de fontes?]
Há ainda um problema paralelo a todo este, que é "como detectar e avaliar em que estado nos chega a luz", para se poder actuar sobre isso! Pode-se tentar usar estrelas verdadeiras olhando para elas e observar o comportamento delas, pode-se tentar arranjar estrelas artificiais (imagens criadas por nós que também passam através do mesmo sistema óptico, e da atmosfera); Como construir sensores que detectem o estado da frente de onda; Combinar isto com modelos que tentem prever como a atmosfera se vai comportar a seguir, (ou que nos digam quais os melhores parâmetros a usar em certo caso).[carece de fontes?]